# Dominion Line

Pavillon de la Dominion Line

La Dominion Line est une compagnie maritime britannique de la fin du XIXe siècle. Officiellement nommée Mississippi and Dominion Steamship Company (à l'origine Liverpool and Mississippi Steamship Company), la compagnie est intégrée en 1902 à l'International Mercantile Marine Company de John Pierpont Morgan. À partir de 1908, la compagnie sert de concert avec la White Star Line sous le nom de White Star - Dominion Line, avant de disparaître en 1926.

## Histoire

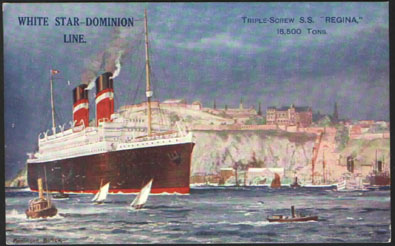
Le Regina aux couleurs de la Dominion Line

La Liverpool and Mississippi Steamship Company est fondée en 1870. Elle dessert à l'origine Liverpool et La Nouvelle-Orléans via Bordeaux, Lisbonne et La Havane. En 1872, elle est renommée Mississippi and Dominion Steamship Company, desservant également Québec et Montréal durant l'été. Le nom utilisé le plus communément pour la compagnie est alors Dominion Line. À terme, la route de La Nouvelle-Orléans est abandonnée et la compagnie ne dessert plus que le Canada et Portland.
En 1890, la compagnie connaît des difficultés et est vendue à Richards, Mills & Co., les propriétaires de la British & North Atlantic S.N. Co. À partir de 1894, les deux compagnies sont liées sous le nom de Dominion Line.
En 1902, la compagnie intègre l'International Mercantile Marine Company de John Pierpont Morgan. Elle est rattachée à la White Star Line en 1908, et disparaît totalement en décembre 1925. Ses navires sont cédés aux autres compagnies de l'IMM Co..